# Bronasti jezdec (kip)
Bronasti jezdec  (rusko Медный всадник, dobesedno bakreni jezdec) je konjeniški kip Petra Velikega na Senatnem trgu v Sankt Peterburgu v Rusiji. Za javnost so ga odprli 7. (18.) avgusta 1782. Po naročilu Katarine Velike ga je ustvaril francoski kipar Étienne Maurice Falconet. Ime je vplivalo na istoimensko pesem Aleksandra Puškina iz leta 1833, ki velja za eno najpomembnejših del ruske književnosti. Kip je zdaj eden od simbolov Sankt Peterburga.
Podstavek kipa je Grom-kamen, največji kamen, ki so ga kdaj premaknili ljudje. Kamen je prvotno tehtal približno 1500 ton, vendar je za transport izklesan na svojo trenutno velikost in težo 1250 ton.

## Kip
Konjeniški kip Petra Velikega stoji na Senatnem trgu (nekdanjem Trgu dekambristov) v Sankt Peterburgu. Katarina Velika, nemška princesa, ki se je poročila v družino Romanov, se je želela povezati s Petrom Velikim, da bi pridobila legitimnost v očeh ljudi. Naročila je njegovo gradnjo in dala vpisati s stavki Petro Primo Catharina Secunda MDCCLXXXII v latinščini in Петру перьвому Екатерина вторая, лѣта 1782 v ruščini, od katerih vsak pomeni 'Petru Prvemu Katarina Druga 1782', izraz njenega občudovanja do predhodnika in njen pogled na lastno mesto v vrsti velikih ruskih vladarjev. Katarina, ki je svoj položaj pridobila s prevratom v palači, ni imela pravnih zahtev do prestola in se je želela zastopati kot Petrova zakonita naslednica.
V korespondenci s Katarino Veliko je Denis Diderot za naročilo predlagal svojega prijatelja francoskega kiparja Étienna Mauricea Falconeta. Cesarica je upoštevala njegov nasvet in Falconet je leta 1766 prispel v Rusijo.
Leta 1775 se je kip začel vlivati pod nadzorom livarja Emeliana Hailova. Na neki točki med litjem se je kalup zlomil, pri čemer se je izlil staljen bron, ki je zanetil več požarov. Vsi delavci so bežali, razen Hailova, ki je tvegal svoje življenje, da bi rešil ulitek. Po pretopljenju in predelavi je bil kip kasneje dokončan. Za ustvarjanje Bronastega jezdeca, vključno s podstavkom, konjem in jezdecem, je bilo potrebnih 12 let, od 1770 do 1782.
Carjev obraz je delo mlade Marie-Anne Collot, takrat stare komaj 18 let. Spremljala je Falconeta kot vajenka na njegovem potovanju v Rusijo leta 1766. Diderot je Collotovo, učenko Falconeta in Jean-Baptista Lemoyna, imenoval Mademoiselle Victoire (gospodična Zmaga). Obraz Petra Velikega je oblikovala po njegovi posmrtni maski in številnih portretih, ki jih je našla v Sankt Peterburgu. Desna roka kipa je nastala po vzoru rimske bronaste roke, najdene leta 1771 v Voorburgu na Nizozemskem na mestu starorimskega mesta Forum Hadriani.
7. avgusta 1782, štirinajst let po začetku klesanja podstavka, je bil dokončan kip odkrit na slovesnosti z več tisoč navzočimi. Izrazito odsoten je bil Falconet, saj je nesporazum med njim in cesarico prerasel v resen konflikt. Zaradi tega je bil prisiljen zapustiti Rusijo štiri leta pred zaključkom projekta. Katarina je pozneje nanj večinoma pozabila in je na Bronastega jezdeca gledala kot na svoj opus.
Kip prikazuje Petra Velikega, ki junaško sedi na svojem konju, z iztegnjeno roko, obrnjeno proti reki Nevi. Kipar je želel natanko ujeti trenutek, ko se konj vzpenja na robu dramatične pečine. Konj, ki ga je ustvaril, tepta kačo, ki jo različno interpretirajo – predstavlja bodisi izdajo, zlo ali sovražnike Petra in njegovih reform. Sam kip je visok približno 6 m, podstavek pa je visok še 7 m, kar skupaj znaša približno 13 m.

## Grom-kamen
Za podstavek je bil leta 1768 v Lakhti, 6 km v notranjosti od Finskega zaliva, najden rapakivi granitni balvan, znan kot Grom-kamen (rusko Гром-камень). Grom-kamen je dobil ime po lokalni legendi, da je strela (grom) odcepila kos kamna. Falconet je želel oblikovati kamen na prvotni lokaciji, vendar je Katarina naročila, naj ga premaknejo, preden ga razrežejo. Ker je bil do polovice svoje globine vkopan v zemljo in je bilo območje močvirno, so morali Rusi razviti nove metode za izkopavanje in transport ogromnega kamna. Marinos Carburis (Μαρίνος Χαρμπούρης), Grk z otoka Kefalonija, ki je služil kot podpolkovnik v ruski vojski, se je ponudil, da se loti projekta. Carburis je študiral tehniko na Dunaju in velja za prvega Grka z diplomo iz inženirstva.
Carburis je delavcem naročil, naj počakajo na zimo, ko so tla zmrznjena, nato pa jim je naročil velik kamen čez zmrznjeno zemljo vleči v morje za prevoz v mesto. Razvil je kovinske sani, ki so drsele čez bronaste krogle s premerom približno 13,5 cm po progi. Postopek je deloval podobno kot pri pozneje izumljenemu krogličnemu ležaju. Podvig je bil še bolj impresiven, ker so delo v celoti opravili ljudje; pri prinašanju kamna s prvotnega mesta na Senatni trg niso bile uporabljene živali ali stroji. Po tem, ko je Carburis izumil metodo, je 400 ljudi potrebovalo devet mesecev, da so premaknili kamen, v tem času pa so mojstri kamnoseštva nenehno klesali ogromen granitni monolit. Katarina je občasno obiskovala podvig, da bi spremljala njihov napredek. Večji vitel je obračalo 32 mož, ki je komaj premikalo skalo. Dodaten zaplet je bila razpoložljivost le 100 m proge, ki jo je bilo treba nenehno razstavljati in na novo polagati. Kljub temu so delavci na ravnem terenu napredovali preko 150 m na dan. Ob prihodu na morje je bila zgrajena ogromna barka izključno za Grom-kamen. Plovilo sta morali na obeh straneh podpirati dve vojni ladji polne velikosti. Po kratkem potovanju je kamen po skoraj dveh letih dela leta 1770 prispel na cilj. V spomin na njegov prihod je bila izdana medalja z napisom »Blizu drznih«.
Glede na jesensko izdajo La Nature iz leta 1882 so bile dimenzije kamna pred rezanjem 7 × 14 × 9 m. Glede na gostoto granita je bila ugotovljena njegova teža okoli 1500 ton. Falconet je nekaj tega odrezal in ga oblikoval v podlago, tako da končni podstavek tehta bistveno manj.

## Obleganje Leningrada
Legenda iz 19. stoletja pravi, da dokler Bronasti jezdec stoji sredi Sankt Peterburga, sovražne sile ne bodo mogle osvojiti mesta. Med 900-dnevnim obleganjem Leningrada, ki so ga izvajali Nemci med drugo svetovno vojno (Leningrad je bilo ime mesta od 1924 do 1991), je bil kip prekrit z vrečami peska in leseno zaščito. Tako zaščiten je preživel 900 dni bombardiranja in topniškega obstreljevanja tako rekoč nedotaknjen. Zvesta legendi, Leningrada niso nikoli zavzeli.

## Pesem
Bronasti jezdec je naslov pesmi Aleksandra Puškina, ki jo je napisal leta 1833 in velja za eno najpomembnejših del ruske književnosti. Zaradi priljubljenosti njegovega dela so kip poimenovali Bronasti jezdec. Glavna tema pesmi je konflikt med potrebami države in potrebami navadnih državljanov.
V pesmi Puškin opisuje usodo reveža Evgenija in njegove ljubljene Paraše med hudo poplavo Neve. Evgenij preklinja kip, jezen na Petra Velikega, ker je ustanovil mesto na tako neprimerni lokaciji in posredno povzročil smrt njegove ljubljene. Jezdec oživi in preganja Evgenija po mestu. Pesem se zaključi z odkritjem mladeničevega trupla v porušeni koči, ki plava na robu reke.
Leta 1903 je umetnik Alexandre Benois objavil izdajo pesmi s svojimi ilustracijami in ustvaril mojstrovino art nouveauja.
Pesem je navdihnila dela v drugih žanrih: Reinhold Glière je po njej koreografiral balet, pesem je navdihnila tudi 10. simfonijo Nikolaja Mjaskovskega (1926–1927). Sam kip je bil videti kot navdih ali model za podoben kip, ki se pojavlja v političnem romanu Nostromo Josepha Conrada iz leta 1904, s čimer implicitno povezuje politične dogodke v Nostromu s Conradovim esejem Avtokracija in vojna iz leta 1905 na temo Rusije in njegovim kasnejšim romanom Pod zahodnimi očmi iz leta 1912 (pa tudi s Puškinovo pesmijo in s političnim vprašanjem Poljske).

## Spominski kovanci
Leta 1988 je Državna banka ZSSR izdala spominski kovanec za 5 rubljev, ki prikazuje spomenik Bronastega jezdeca v Sankt Peterburgu. Kovanec je izdelan iz bakreno-nikljeve zlitine v nakladi 2 milijona izvodov in tehta 19,8 grama.
Leta 1990 je Državna banka izdala spominski kovanec iz serije 500. obletnica Združene ruske države iz 900 karatnega zlata z nominalno vrednostjo 100 rubljev, ki prikazuje spomenik Petru I.
- Ruski kovanec, 1994
- Kovanec ZSSR, 1988
- Kovanec Banke Rusije, 2003
- Spomenik Petru I na zlatem spominskem kovancu ZSSR leta 1990 iz serije 500. obletnica Združene ruske države

## Galerija
- Kip Petra Velikega pozimi
- Stran z latinskim napisom. Na drugi strani podstavka je enak napis v ruščini.

## Druga literatura
- Alexander M. Schenker, The Bronze Horseman: Falconet's Monument to Peter the Great, Yale University Press, New Haven CT, 2003 ISBN 0-300-09712-3.